# O Segredo da Rua 18
O Segredo da Rua 18 é um livro de 1991 da escritora brasileira Zélia Gattai (1916-2008).
O livro conta a história de crianças em busca de um tesouro de pirata e descobrem o segredo da Rua 18.